# Maledetti vi amerò
Maledetti vi amerò (Gij zult de verdoemden liefhebben) is een  Italiaanse dramafilm uit 1980 onder regie van Marco Tullio Giordana. Hij won met deze film de Gouden Luipaard op het filmfestival van Locarno.

## Verhaal
Een linkse militant die na een 5-jarig verblijf in Venezuela terugkeert naar Italië ontdekt dat hij van de Italiaanse samenleving is vervreemd. Hij tracht tevergeefs zich aan te passen aan het verwachtingspatroon dat de maatschappij van hem eist.

## Rolverdeling
| Acteur             | Personage   |
| ------------------ | ----------- |
| Flavio Bucci       | Riccardo    |
| Biagio Pelligra    | Commissaris |
| Alfredo Pea        | Vincenzo    |
| Micaela Pignatelli | Letizia     |
| Anna Miserocchi    | Moeder      |
| Agnes De Nobecourt | Guya        |
| David Riondino     | Beniamino   |